# Carollia
Carollia (Каролія) — рід родини листконосові (Phyllostomidae), ссавець ряду лиликоподібні (Vespertilioniformes, seu Chiroptera).

## Поширення
Зустрічаються в тропічних регіонах Центральної і Південній Америки, але не живуть на карибських островах, крім Тринідад і Тобаго. Є одними з найбільш поширених ссавців у неотропіках. Carollia subrufa живуть у відносно сухих тропічних листопадних, інші види у вологих тропічних вічнозелених лісах.

## Морфологія
Довжина тіла 43-65 мм, хвіст 3—14 мм, передпліччя 34—45 мм, вага 9-20 грамів. Хутро цих тварин, як правило, від темно-коричневого до рудого кольору, також можу бути світло-коричнево або оранжево забарвленні екземпляри Carollia perspicillata. Відрізняється від спорідненого роду Rhinophylla меншими молярами і присутністю хвоста.

## Життя
Грають важливу роль як розповсюджувачі насіння. Carollia плодоїдні в першу чергу, проте C. perspicillata, C. castanea, C. subrufa, як відомо, харчуються також комахами. Ведуть нічний спосіб життя, спочивають в печерах, ущелинах скель, порожнистих колодах, будівлях, де вони зазвичай сплять в групах. Найкраще досліджений C. perspicillata проживає в гаремних групах, які можуть складаються з одного самця і до восьми самиць.

## Відтворення
Двічі на рік самиця може народити потомство, період вагітності становить від 105 до 125 днів, народжується, як правило, одне каженя. Статева зрілість досягається у віці від одного до двох років. У дикій природі можуть жити до дванадцяти років.